# Lhoba
 (octobre 2015).
Si vous disposez d'ouvrages ou d'articles de référence ou si vous connaissez des sites web de qualité traitant du thème abordé ici, merci de compléter l'article en donnant les références utiles à sa vérifiabilité et en les liant à la section « Notes et références ».
Avec une population d’environ 3 000 personnes, les Lhoba (珞巴 ou Bokaer, Bengni, Luoba, Lhopa, Loba, Yidu, Bengru, Idu) sont le plus petit des 56 groupes ethniques officiellement reconnus par la république populaire de Chine. Ils sont divisés entre les Boga'er et les Yidu (Idu), qui sont classifiés comme des sous–tribus des Mishmi.
Les Lhoba vivent principalement dans le sud-est du Tibet, notamment dans les districts de Mainling, Mêdog, Lhünzê et Nang, ainsi que dans l'État indien de l'Arunachal Pradesh, à la limite de la vallée du Dibang, où ils pratiquent la chasse et une agriculture traditionnelle.
Jusqu’en 1950, les Lhoba n’avaient pas de langue écrite. Bien qu’un alphabet latin ait été développé pour leur langue, de nombreux Lhoba ne savent ni lire, ni écrire.

## Histoire
Avec les fouilles faites à Bhismakanagar, un centre de la caste Chutiya, qui exista jusqu’au XVIe siècle, les archéologues ont entrouvert une petite fenêtre sur l’histoire traditionnelle des Lhobas « Yidu » et de leur rôle dans la culture indienne.
L'occupation du Tibet a apporté de nombreux changements à la culture traditionnelle Lhoba. D’une manière significative, elle aida à intégrer les Lhoba au sein de la culture dominante tibétaine et à mettre fin au système rigide des classes, au travers duquel les Lhoba étaient divisés en deux castes distinctes – les nobles ou maide et les autres ou nieba - qui ne pouvaient pas se mélanger. Les nieba ou leurs descendants ne pouvaient pas devenir maide, même s’ils étaient riches ou possédaient des esclaves. Tout au plus pouvaient-ils devenir wubus, un groupe de gens ayant une position légèrement supérieure à celle des nieba. Les nieba, qui étaient esclaves des maide, n’avaient aucun moyen de production. Ils étaient battus, emprisonnés et même exécutés s’ils étaient surpris à s’enfuir ou voler.
Les femmes avaient un statut très bas dans la société et leur propre famille et n’avaient aucun droit d’héritage.

## Coutumes et habillement
Les coutumes, habits et robes des divers clans peuvent varier. Les hommes Lhoba à Luoyu portent des vestes noires qui arrivent aux genoux, sans manches et avec des boutons faits de laine de mouton. Ils portent des chapeaux en forme de casque en peau d’ours ou de bambou ou de rotin tissé attaché avec de la peau d’ours. Ils portent aussi des ornements qui comprennent des boucles d’oreille et des colliers et peuvent avoir des arcs et des flèches ou des épées à leur côté. Les femmes Lhoba portent des blouses avec des manches étroites et des robes en laine de mouton. La masse des bijoux des femmes est un symbole de richesse ; ceci peut inclure des coquilles, des pièces en argent, des chaînes d’acier, des cloches, des boucles d’oreille en argent ou en laiton. Les deux sexes en général vont pieds nus. Leur habit est similaire à celui des Tibétains.
Peu connaissent la langue tibétaine. Dans le passé, quand il n’y avait pas d’écriture, les Lhobas gardaient la trace de leur histoire en la racontant à leurs descendants. Les Lhobas conservaient des données en faisant des encoches dans du bois ou des nœuds sur une corde.
Ils font du troc avec les Tibetains, échangeant des peaux d’animaux, du musc et des pattes d’ours contre des outils agricoles, du sel, de la laine, des graines et du thé avec des commerçants tibétains.

## Religion et rituels
Beaucoup de Lhobas se sont convertis au lamaïsme récemment, en raison de leur commerce avec les monastères bouddhistes. D’autres restent animistes ou pratiquent une religion nouvellement institutionnalisée, le Donyi-Polo, en particulier ceux qui vivent en Arunachal Pradesh. Le centre de pèlerinage de la communauté se trouve à Atho-Popu dans la vallée du Dibang.
Les Lhobas participant à des fêtes telles que le festival de Reh pour célébrer la paix et la prospérité au sein du peuple. Ces fêtes sont censées apaiser les dieux qui traditionnellement contrôlent la paix et la prospérité.

## Cuisine et santé
Leur cuisine de base est composée de quenelles faites de farine de maïs ou de millet et de riz. Dans les zones proches des communautés tibétaines, ils se nourrissent de tsampa, de pommes de terre et de nourritures épicées. Ce sont de gros buveurs et fumeurs, surtout durant les célébrations des bonnes récoltes. Le thé au beurre est leur boisson favorite.
Cependant, en raison de carences en iode, ils ont souffert d’une manière endémique de goitres. Beaucoup étaient mal nourris et nombreux sont ceux qui sont nés sourds ou muets. Des épidémies étaient fréquentes en raison des mauvaises conditions de vie. La population de ce groupe ethnique a diminué jusqu’en 1951.